# Tour Bolloré
La tour Bolloré est un immeuble de bureaux, situé en bordure de Seine, au 31-32 quai De-Dion-Bouton à Puteaux (Hauts-de-Seine). Elle héberge le siège social du groupe Bolloré.

## Historique
La tour est construite en 1972.  
En octobre 2010, le grimpeur Alain Robert escalade avec corde la tour Bolloré du 4e au 17e étage en 14 minutes et 30 secondes pour l'émission Mon incroyable Talent.

## Description
La tour mesure 63 mètres de haut pour 17 étages. Siège du groupe Bolloré, la tour héberge les bureaux des sociétés liées au groupe Bolloré telles que Direct 8, Direct Soir et Matin Plus. Le bureau de Vincent Bolloré est au dernier étage.
Le groupe Bolloré est également propriétaire de l'immeuble voisin, Le Madone (ancien siège de Fortis), situé 30 quai de Dion Bouton, occupé par les équipes de Havas Worldwide et Euro RSCG.

### Pages liées
- Bolloré
- Quai De Dion-Bouton (Puteaux)